# Florentius von der Lippe
Florentius von der Lippe († 5. Februar 1211) war Priester und Abt des Klosters Marienfeld.

## Leben
Der Marienfelder Konvent wählte Florentius von der Lippe 1194 einmütig zum Abt. Obwohl sich Kloster und Kirche noch im Bau befanden – die Kirche wurde 1222 geweiht – verfügte das Kloster bereits über ein inneres und ein äußeres Hospital.
Abt Florentius erwirkte 1198 einen Schutzbrief (Diplomatie) von Papst Innozenz III. Darin wurde der Besitz von 74 Höfen und Hufen bestätigt. Weitere Besitze kamen unter diesem Abt dazu, insbesondere übertrug Otto I. von Oldenburg, Bischof von Münster ein Haus zu Broke an das Kloster. Weiterhin kaufte der Abt das Gut Uerentrup, welches sich bis zur Auflösung des Klosters in dessen Besitz befand.
Der päpstliche Legat Johann nahm Florentius gegen die Anmaßungen des Grafen Heinrich I. von Waldeck und Schwalenberg in Schutz, als dieser versuchte, die Schenkungen, die er zur Gründung dem Kloster gemacht hatte, wieder an sich zu reißen. 1207 schenkten Otto IV. und Heinrich (V.) der Ältere von Braunschweig, die Söhne Heinrichs des Löwen, einen Bergzug bei Stapelage, der zur Rodung vorgesehen war.
Abt Florentius resignierte 1211 vom Amt des Abtes und starb am 5. Februar 1211. Auf seinem Grabstein stand:
16 Jahre regierte Florentius;
er schied aus seinem Amt nach vielen guten Taten.